# Anisus noziriensis
Anisus noziriensis е вид коремоного от семейство Planorbidae.

## Разпространение
Видът е разпространен в Русия (Курилски острови и Сахалин) и Япония.